# فرح پندیت
فرح پندیت 
(به کشمیری: फ़राह पंडित) یک زن مسلمان کشمیری است که به‌عنوان نماینده ویژه باراک اوباما رئیس جمهوری ایالات متحده آمریکا در ارتباط با جهان اسلام انتخاب شد.
فرح پندیت توسط هیلاری کلینتون وزیر امور خارجه آمریکا برای ایفای این مسئولیت انتخاب شده است.
این انتصاب به دنبال سیاست‌های جدید ایالات متحده در خصوص مسائل جهان اسلام و تلاش وی برای برقراری ارتباط بیشتر و کاهش خصومت‌های مسلمانان و آمریکا صورت گرفته است.
فرح پندیت پیش از این مسئول ارتباط با مسلمانان در اروپا بوده است.
فرح پندیت اصلاً از سرینگر هند بوده و او با خانواده اش در سال ۱۹۶۹ به ایالات متحده مهاجرت نمود. فرح قبلاً در دفتر امور اروپا در وزارت خارجه ایالات متحده برای ایجاد روابط با مسلمانان در اروپا جهت حل مشکلات مشترک بین امریکا و مسلمان، فعالانه کار کرده است. او همچنان در کاخ سفید به عنوان مشاور در امور روابط بین امریکا و مسلمانان ایفای وظیفه نموده است.